# Romeo Benetti
Romeo Benetti, född 20 oktober 1945 i Albaredo d'Adige, är en italiensk före detta professionell fotbollsspelare.

## Karriär
Romeo Benetti spelade i Juventus FC, UC Sampdoria, AC Milan och AS Roma. Han slog igenom i AC Milan säsongen 1970-1971 och 1971 debuterade han i det italienska landslaget. Benetti gjorde 55 A-landskamper för Italien och deltog i VM 1974, VM 1978 samt EM 1980. Han blev italiensk mästare med Juventus 1977 och 1978 och italiensk cupmästare 1972, 1973, 1979, 1980 och 1981. Cupvinnarcupmästare 1973 och UEFA-cupmästare 1977.